# 库舒胡姆

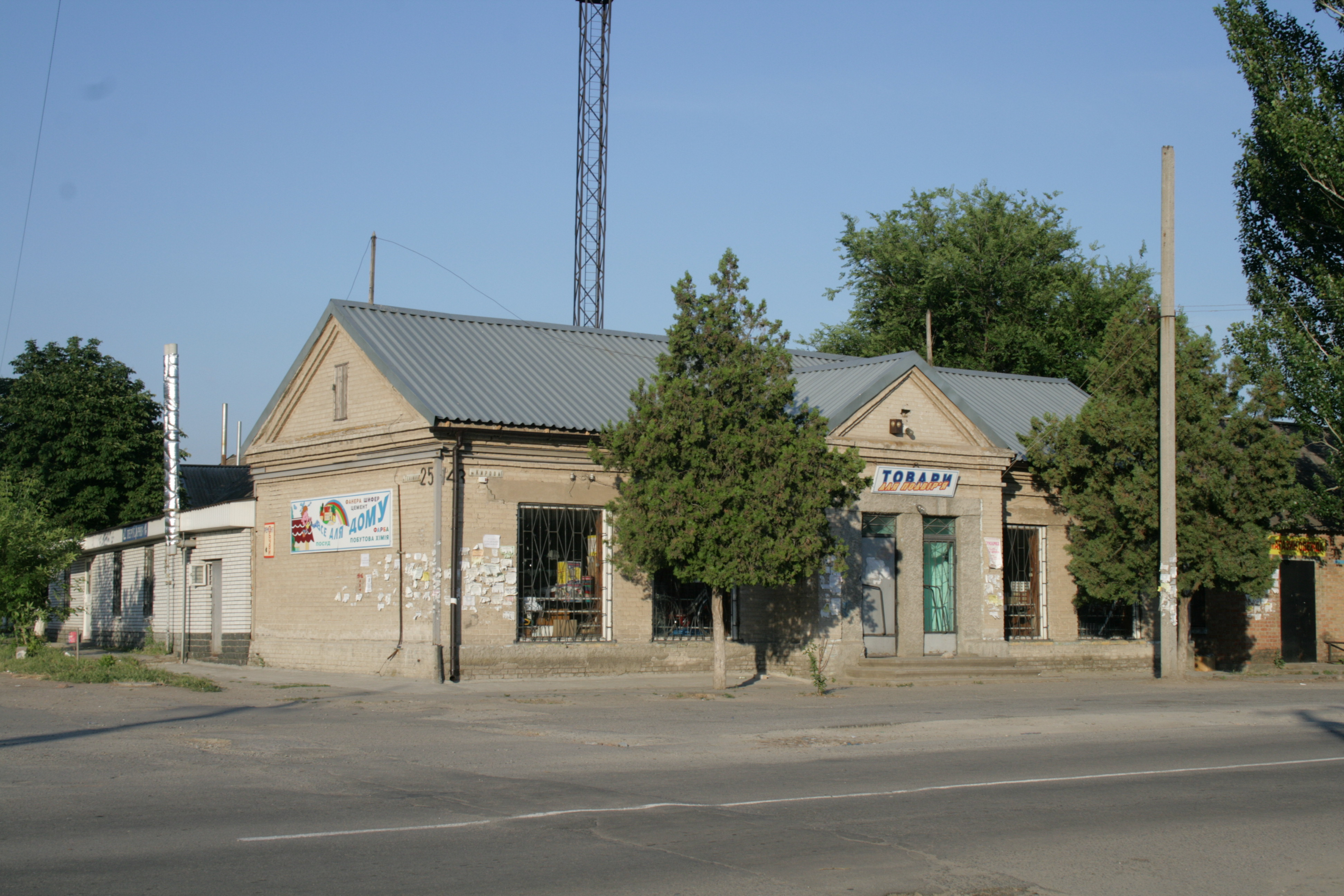
商店

库舒胡姆（羅馬化：Kushuhum）是烏克蘭南部扎波羅熱州扎波羅熱區库舒胡姆市镇内的鎮及該市鎮的行政中心。始建於1770年，面積4.5平方公里，海拔高度60米，2011年人口8,176，人口密度每平方公里1,817.3人。